# Пунч (округ, Джамму и Кашмир)

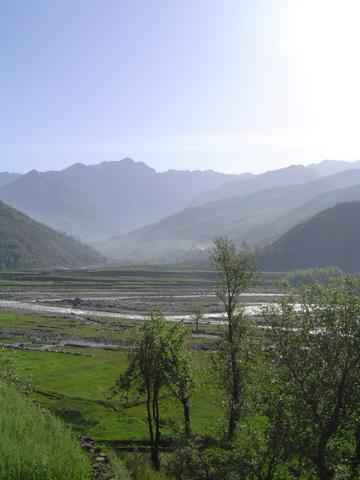

Пунч (англ. Poonch; урду ضلع پونچ‎) — округ в индийской союзной территории Джамму и Кашмир, в регионе Кашмир. Образован в 1948 году в результате разделения единого округа Пунч между Индией и Пакистаном. Административный центр — город Пунч. Площадь округа — 1674 км². По данным всеиндийской переписи 2001 года население округа составляло 372 613 человек. Уровень грамотности взрослого населения составлял 51,2 %, что ниже среднеиндийского уровня (59,5 %). Доля городского населения составляла 6,4 %. 91,92 % населения округа исповедовали ислам.

## История
В октябре 1947 года мусульмане нижнего Пунча (Багх и Равалакот) возмутились репрессиями Догра Махараджа джаммского, захватившего Пунч в 1936 году. Жители округа восстали и, услышав о убийствах, производимых махараджей, пожелали отколоться от Джамму. Большая часть округа отошла к Азад Кашмиру. На протяжении войны 1947—1948 годов между Индией и Пакистаном, Пунч в течение года атаковался армией и племенным ополчением пакистанцев. В ноябре 1948 года Пунч был занят индийской армией.
22 ноября 1963 года в районе города Курс потерпел катастрофу вертолет с командованием Западного военного округа Индии.

## Народности
Округ многонационален и многоконфессионален. На его территории проживают гуджары, бакарвалы, пахари, пенджабцы, кашмирцы и раджпуты. Гуджары живут в горах, занимаясь малым земледелием и скотоводством. Бакарвалы — кочевники. Гуджары и бакервалы говорят на годжри, тогда как основное население округа (кроме кашмирцев) говорит на пахари/пунчи.